# Bernardo Clesio
Bernat III Clésio (11 de març de 1484 - 30 de juliol de 1539) va ser un cardenal italià, bisbe, príncep, diplomàtic i humanista.
Nascut a Cles, Trentino, es va graduar de la Universitat de Bolonya, i més tard va esdevenir el príncep-bisbe de Trento (de 1514 fins a 1539), bisbe de Brixen (1539) i cardenal canceller de l'emperador Ferran I.
Va ser també assessor de l'emperador Maximilià I i l'ajudà, com a príncep-bisbe i membre del Reichstag Imperial, i participa en l'elecció de Carles V el 1519. També va ocupar el càrrec de Gran Canceller (Cancellarius magnus) cap imperial de la política exterior de l'imperi i fou el president del Consell Secret a Viena. A Bolonya, va ser nomenat cardenal pel papa Climent VII el 1530. Amb la mort del papa Climent VII, va esdevenir el candidat proposat pels bisbes alemanys i l'Emperador per al conclave de 1534, però la seva proximitat a la cort imperial, era considerada excessiva pels Cardenals, que van fer suavitzar les seves ambicions papals. I ser triat en Alessandro Farnese (Pau III).
Fou un col·laborador fonamental en l'organització del Concili de Trento, i va cridar els artistes del Renaixement com Dosso Dossi i Romanino per decorar les noves seccions del castell Buonconsiglio i l'ampliació de la ciutat per rebre el concili, tot i que no hi va poder assistir, ja que va morir sis anys abans de la seva obertura.
El 1538 Pau III el va designar per a l'administració de la diòcesi de Brixen. Va morir a la ciutat del Tirol del Sud, durant un banquet, 30 de juliol de 1539.